# Prehendocyclops monchenkoi
Prehendocyclops monchenkoi is een eenoogkreeftjessoort uit de familie van de Halicyclopidae. De wetenschappelijke naam van de soort is voor het eerst geldig gepubliceerd in 2000 door Rocha C.E.F. in Rocha C.E.F., Iliffe, Reid & Suárez-Morales.